# Кудрявцев, Алексей Кузьмич
Алексе́й Кузьми́ч Кудря́вцев (27 марта 1893, Куруктуры, Помарская волость, Чебоксарский уезд, Казанская губерния, Российская империя — 25 января 1975, Березники, Волжский район, Марийская АССР, РСФСР, СССР) — марийский советский деятель сельского хозяйства, партийный и административный деятель. Председатель Волжского районного исполкома, первый секретарь Волжского райкома ВКП(б) (1943), председатель колхоза «Передовик» Помарского сельского совета Волжского района Марийской АССР (1943—1953). Дважды кавалер ордена Ленина. Участник Первой мировой и Гражданской войн.

## Биография
Родился 27 марта 1893 года в дер. Куруктуры ныне Волжского района Марий Эл в крестьянской семье. Учился 4 года в сельской школе с. Помары, после чего работал в хозяйстве отца.
Призван в армию по мобилизации Чебоксарским уездом по воинской повинности Присутствием в 1915 году. Участник Первой мировой войны: рядовой солдат 331-го пехотного Орского полка. Демобилизован в 1918 году. Участник Гражданской войны: участник разгрома войск Колчака на Восточном фронте. Вступил в ВКП(б).
В 1921 году вернулся на родину: состоял ликвидатором неграмотности, работал учителем, в 1927 году — один из организаторов колхоза «Передовик», до 1936 года — заведующий молочно-товарной фермой, с 1938 года — председатель колхоза, Помарского сельского совета, Помарского сельпо Волжского района Марийской АССР. С 1942 года заведовал фермой, затем — районным земельным отделом,  в июне 1943 года — председатель Волжского райисполкома и первый секретарь Волжского райкома ВКП(б). В 1943—1953 годах — председатель колхоза «Передовик» Помарского сельского совета Волжского района МАССР. В рамках акции по сбору средств на постройку самолёта в годы Великой Отечественной войны выделил из личных сбережений 60 тысяч рублей. Приказом по Народному Комиссариату Земледелия Союза ССР от 15 января 1943 года за хорошую работу по животноводству в 1942 году награждён знаком «Отличник социалистического сельского хозяйства».
Награждён орденами Ленина (дважды), «Знак Почёта», медалями, а также Почётной грамотой Президиума Верховного Совета Марийской АССР.
Скончался 25 января 1975 года в дер. Березники Волжского района Марийской АССР.

## Признание заслуг
- Отличник социалистического сельского хозяйства (1942)[4]
- Орден Ленина (1946, 1948)[2][3][4]
- Орден «Знак Почёта»[2][3][4]
- Медаль «За доблестный труд в Великой Отечественной войне 1941—1945 гг.»[4]
- Медаль «За доблестный труд. В ознаменование 100-летия со дня рождения Владимира Ильича Ленина»[4]
- Почётная грамота Президиума Верховного Совета Марийской АССР (1944)[2][3][4]